# 传出神经纤维
传出神经纤维（英文：Efferent nerve fiber）是离开某个区域的轴突延伸，与传入神经纤维相对应。传出/传入神经纤维在中枢神经系统、周围神经系统中的含义有些许差别。
传出神经纤维是从运动神经元的细胞体中延伸出来的长轴突，可将中枢神经系统的神经冲动传递至各器官或组织（比如肌肉、腺体）。传出神经纤维丛可形成传出神经（Efferent nerve），如连接至肌肉则该传出神经又称为运动神经（Motor nerve）。